# Victoria Sandell Svensson
Victoria Margareta Sandell Svensson (18 de maio de 1977) é uma exfutebolista profissional sueca que atua como atacante.

## Carreira
Victoria Svensson fez parte do elenco da Seleção Sueca de Futebol Feminino, nas Olimpíadas de 2000, 2004 e 2008. 